# Zombi (videojuego)
Zombi es un videojuego de acción-aventura para computadora, lanzado en 1986, siendo el primer juego desarrollado por Ubisoft. La historia se basa en la película Dawn of the dead de George A. Romero. En 2012 se lanzó un remake de este videojuego para la consola Wii U, llamado ZombiU.

## Argumento
La historia comienza el 15 de abril de 1989, un anuncio en la radio alerta a la población: «los muertos vivientes que se alimentan de carne humana salen de los cementerios y funerarias para invadir el mundo». En Berkeley, Estados Unidos, el último grupo de sobrevivientes se defiende de esta invasión, pero el agua y las municiones se están acabando. El grupo decidió salir de este infierno y encuentran un helicóptero con el cual deciden viajar hasta el hospital, tratando de llegar antes que los zombis. Sin embargo el combustible del helicóptero se agota, lo que obliga al grupo a aterrizar en el techo de un centro comercial infestado de muertos vivientes. Los últimos cuatro supervivientes, Patrick, Yannick, Alexandre y Sylvie, se filtran en el edificio en busca de combustible. La aventura termina con el grupo partiendo del lugar al atardecer, dejando atrás una horda de zombis hambrientos.

## Jugabilidad
Videojuego de aventura en primera persona que mezcla la exploración, recolección de objetos, solución de acertijos y combates en tiempo real. El jugador controla a cuatro protagonistas para explorar un centro comercial repleto de [zombi]. Cuando la salud de un personaje protagonista se agota, se convierte inmediatamente en un zombi, vagando en el lugar en que quedó. Los zombis pueden ser matados por varios disparos en el cuerpo, o con un disparo a la cabeza.
La interfaz se divide en varias secciones. En la ventana de juego principal se muestra la posición del jugador y su entorno, donde hay diversos lugares tales como tiendas de armas, escaleras eléctricas y pasillos, distribuidos en cinco pisos. Los cuatro protagonistas se muestran en la parte superior de la interfaz en forma de retratos. El control del jugador aparece a la derecha de la pantalla con su inventario, que consta de cuatro objetos como máximo. Tres indicadores representativos de la salud del protagonista están presentes. También se muestra un reloj que indica la hora para ayudar en la misión.